# Alfabeto frigio
L'alfabeto frigio è un sistema di scrittura usato dai frigi e dai misi in età classica.

## Storia
Le prime tracce risalgono all'VIII secolo a.C. e il suo utilizzo è attestato fino al IV secolo a.C., quando fu sostituito dall'alfabeto greco, usato per scrivere il frigio sino III secolo. L'alfabeto frigio deriva dall'alfabeto fenicio e la forma delle lettere è quasi identico ai primi alfabeti greci.

## Composizione
L'alfabeto è composto da 19 lettere: 5 vocali (a, e, i, o, u) e 14 consonanti (b, g, d, v, z, y, k, l, m, n, p, r, s, t). Nelle iscrizioni le parole sono spesso separate da spazi o da tre o quattro punti distanziati verticalmente. La scrittura è solitamente orientata da sinistra a destra ("destroverso"), ma circa un sesto delle iscrizioni presenta un orientamento da destra a sinistra ("sinistroverso"); inoltre, le iscrizioni su più righe presentano una scrittura bustrofedica.
| Antico frigio | Antico frigio | Neo-frigio | Traslitterazione | Fonema corrispondente |
| ΑΒΓ⇒          | ΑΒΓ⇒          | Neo-frigio | Traslitterazione | Fonema corrispondente |
| ------------- | ------------- | ---------- | ---------------- | --------------------- |
|               | 𐤠             | Α          | a                | /a/, /aː/             |
| Β, 8          | B             | Β          | b                | /b/                   |
| 𐊩             | 𐊩             | Γ          | g                | /ɡ/                   |
| 𐊅, 𐊍          | 𐊍, 𐊅          | Δ          | d                | /d/                   |
| 𐊤,            | ,             | Ε, Η       | e                | /e/, /eː/             |
| F             | F             | ΟΥ         | v                | /w/                   |
| Ι             | Ι             | Ι, ΕΙ      | i                | /i/, /iː/             |
| Κ, , 𐊵, 𐊜,    | 𐊜 ,𐊵 ,K       | Κ          | k                | /k/                   |
| 𐰃             |               | Λ          | l                | /l/                   |
| 𐌌             |               | Μ          | m                | /m/                   |
| 𐊪             |               | Ν          | n                | /n/                   |
| Ο             | Ο             | Ο, Ω       | o                | /o/, /oː/             |
| 𐌐             |               | Π          | p                | /p/                   |
| 𐌛             | 𐌛             | Ρ          | r                | /r/                   |
| ,             | 𐰩,            | Σ          | s                | /s/                   |
| Τ             | Τ             | Τ          | t                | /t/                   |
| 𐊄             | 𐤰             | ΟΥ, O      | u                | /u/, /uː/             |
| 𐰀, X          | 𐰁,𐰀           | Ι          | y                | /j/                   |
| 𐊁, 𐌘, , Ͳ     | 𐊁             | Ζ          | z                | /z/ (/zd/?)           |